# Alexei Igorewitsch Kusnezow
Alexei Igorewitsch Kusnezow (russisch Алексей Игоревич Кузнецов; * 20. August 1996 in Brjansk) ist ein russischer Fußballtorwart.

## Karriere

### Verein
Kusnezow begann seine Karriere bei Tschertanowo Moskau. Zur Saison 2014/15 rückte er in den Kader der ersten Mannschaft des Drittligisten. In der Saison 2014/15 kam er zu 22 Einsätzen in der Perwenstwo PFL. Zur Saison 2015/16 wechselte er zum Zweitligisten Wolga Nischni Nowgorod. Für Wolga kam er allerdings als Ersatztorwart nie zum Einsatz. Nach der Saison 2015/16 löste sich der Klub auf. Daraufhin wechselte er im September 2016 nach Moldawien zum Erstligisten Zimbru Chișinău. Für Zimbru absolvierte er als zweiter Tormann allerdings ebenfalls nie ein Spiel.
Im Januar 2017 kehrte Kusnezow nach Russland zurück und schloss sich dem Drittligisten Dynamo Brjansk an. Bis zum Ende der Saison 2016/17 kam er noch nicht zum Einsatz. In der Saison 2017/18 absolvierte der Torhüter 25 Drittligapartien. In der Saison 2018/19 kam er zu 24 Einsätzen. In der COVID-bedingt abgebrochenen Spielzeit 2019/20 spielte er 17 Mal. Mit Brjansk stieg er nach dem Abbruch in die Perwenstwo FNL auf. Sein Zweitligadebüt gab er im August 2020 gegen den FK Orenburg. In der Saison 2020/21 kam er zu 37 Zweitligaeinsätzen.
Zur Saison 2021/22 wechselte Kusnezow zum Erstligisten FK Ufa. Für Ufa kam er jedoch nie zum Einsatz. Im Februar 2022 wurde er an den Zweitligisten Weles Moskau verliehen, für den er bis Saisonende zu zwölf Einsätzen kam. Zur Saison 2022/23 kehrte er nach Ufa zurück, das in seiner Abwesenheit aus der Premjer-Liga abgestiegen war. In Ufa saß er dreimal auf der Bank, ehe er im August 2022 fest zu Weles wechselte.

### Nationalmannschaft
Kusnezow spielte ab 2012 für russische Jugendnationalteams. Mit der U-17-Auswahl nahm er 2013 an der EM teil. Mit den Russen wurde er Europameister, während des Turniers kam er allerdings als Ersatztormann hinter Anton Mitrjuschkin nie zum Einsatz. Durch die EM-Platzierung nahmen die Russen im selben Jahr auch an der WM teil, für die Kusnezow ebenfalls nominiert wurde. Bei der WM war im Achtelfinale Schluss, zudem musste er erneut Mitrjuschin den Vortritt lassen.